# NGC 5416
NGC 5416 este o radiogalaxie situată în constelația Boarul. A fost descoperită în 19 martie 1784 de către William Herschel. Se află la o distanță de 79,43 de megaparseci de Pământ.